# Zbigniew Janczewski
Zbigniew Andrzej Janczewski (ur. 1960) – polski duchowny katolicki, kanonista, profesor nauk prawnych, profesor zwyczajny Uniwersytetu Kardynała Stefana Wyszyńskiego w Warszawie.

## Życiorys
W 1996 na Wydziale Prawa Kanonicznego Akademii Teologii Katolickiej w Warszawie na podstawie napisanej pod kierunkiem Mariana Pastuszki rozprawy pt. Prawo o sakramentach w dokumentach Konferencji Episkopatu Polski i prymasa uzyskał stopień naukowy doktora nauk prawnych w zakresie prawa kanonicznego, specjalność: prawo kanoniczne. Na tym samym wydziale (już w ramach Uniwersytetu Kardynała Stefana Wyszyńskiego) w 2005 na podstawie dorobku naukowego oraz rozprawy pt. Ustanawianie szafarzy sakramentów św. w Kościele łacińskim i Kościołach wschodnich uzyskał stopień doktora habilitowanego nauk prawnych. W 2013 prezydent RP Bronisław Komorowski nadał mu tytuł naukowy profesora nauk prawnych. Został profesorem zwyczajnym UKSW i kierownikiem Katedry Prawa o Posłudze Uświęcania na WPK UKSW.
Został członkiem Centralnej Komisji do Spraw Stopni i Tytułów w kadencji rozpoczętej w 2017.
W 2019 został członkiem Rady Doskonałości Naukowej I kadencji.